# Le Salaire de la peur
Le Salaire de la peur is een Frans-Italiaanse film uit 1953 geschreven en geregisseerd door Henri-Georges Clouzot, gebaseerd op het gelijknamige boek van Georges Arnaud uit 1950. De inspiratie voor deze succesvolle debuutroman deed hij op tijdens een reis door Zuid-Amerika. De film verscheen in Nederland en Vlaanderen als Het loon van de angst.

## Verhaal
In Las Piedras, een klein, geïsoleerd gelegen stadje in de Centraal-Amerikaanse woestijn, ver van de beschaving, zoekt een grote oliemaatschappij vier dappere chauffeurs om een lading nitroglycerine naar een afgelegen oliebron te vervoeren. De route loopt door bergachtig gebied over onverharde wegen en de opslag in jerrycans op twee vrachtwagens is niet optimaal maar er is haast want de bron is ontploft en staat in brand. Het vuur kan alleen worden gedoofd door de omringende rotsen op te blazen. Na deze vlammende introductie bouwt de eerste helft van de film de spanning op met de voorstelling van de plaatselijke inwoners en van de aangespoelde avonturiers en arbeiders en vooral met de selectie van de kandidaat-chauffeurs. Die weten dat dit karwei levensgevaarlijk is maar ook heel lucratief. Met de per hoofd uitgeloofde tweeduizend dollar kunnen ze een nieuw bestaan opbouwen. Zij moeten beschikken over zenuwen van staal en uiterst koelbloedig de risico's onderweg kunnen inschatten. De eigen werknemers van het bedrijf zijn aangesloten bij de vakbond en die heeft het werk verboden.
Na de rauwe portrettering van de uitzichtloosheid van hun bestaan zijn de motivaties van de mannen duidelijk. Bimba en Luigi vertrekken voorop in de eerste vrachtwagen, de tweede vrachtwagen rijdt uit veiligheidsoverwegingen op een half uur afstand en wordt bestuurd door Mario, een voormalige rokkenjager die aan zijn moedeloze leven wil ontsnappen, met als bijrijder de oudere en recent daar gestrande Jo. Eigenlijk was Jo niet geselecteerd maar hij neemt de plaats in van een geselecteerde chauffeur die op de morgen van vertrek om mysterieuze redenen niet komt opdagen.
De tweede helft is te zien als een geheel van spannende aaneengeregen actiescènes waarin de twee vrachtwagens dreigen vast te lopen of te ontploffen: elke hobbel kan de laatste zijn, een stuk wegdek is door de wind getransformeerd tot één grote golfplaat waarover vlug moet gereden worden, een stuk hangbrug die bij het nemen van een scherpe bocht gebruikt moet worden lijkt niet al te stevig, er moet een enorme rotsblok die de weg verspert worden opgeblazen...
De fysieke en mentale obstakels verdiepen de karakters van de mannen en maken van Mario een held, maar in de traditie van de Franse film noir eindigt de film met een nihilistische clou.

## Rolverdeling
| Acteur         | Personage                 |
| -------------- | ------------------------- |
| Yves Montand   | Mario                     |
| Charles Vanel  | Jo                        |
| Folco Lulli    | Luigi                     |
| Peter van Eyck | Bimba                     |
| Véra Clouzot   | Linda                     |
| William Tubbs  | Bill O'Brien              |
| Dario Moreno   | Hernandez, de baruitbater |
| Jo Dest        | Smerloff                  |

## Receptie
De film won in 1953 de Grand Prix du Festival International du Film, voorloper van de Gouden Palm in Cannes, en de Gouden Beer op het Filmfestival van Berlijn. De BAFTA Award for Best Film from any Source volgde in 1955. De Engelse film is met 131 minuten iets korter dan het origineel, naar verluidt vanwege enkele opmerkingen over de oliemaatschappij die minder noodzakelijk waren en anti-Amerikaans konden worden uitgelegd.
Het verhaal werd in 1977 in het Engels verfilmd als Sorcerer door William Friedkin met een scenario van Walon Green als opvolger van Friedkins succesvolle verfilming The Exorcist. Zijn eerste keus voor de plaatsvervanger van Yves Montand was Steve McQueen, maar die moest wegens echtelijke verplichtingen afzeggen, waarna de rol toeviel aan Roy Scheider. Ondanks muziek van Tangerine Dream en een Oscarnominatie voor Beste Geluid werd deze film een van de opvallendste flops van jaren zeventig. De Franse uitgave ervan heette Convoi de la peur.